# Massif des Urrieles
Le massif des Urrieles est un massif montagneux du Nord de l'Espagne, dans les pics d'Europe dont il constitue le massif central (« macizo Central »), dans la cordillère Cantabrique. Il culmine à la Torre de Cerredo à 2 649 m d'altitude.

## Source de la traduction
- (es) Cet article est partiellement ou en totalité issu de l’article de Wikipédia en espagnol intitulé « Macizo de los Urrieles » (voir la liste des auteurs).